# Kałamita

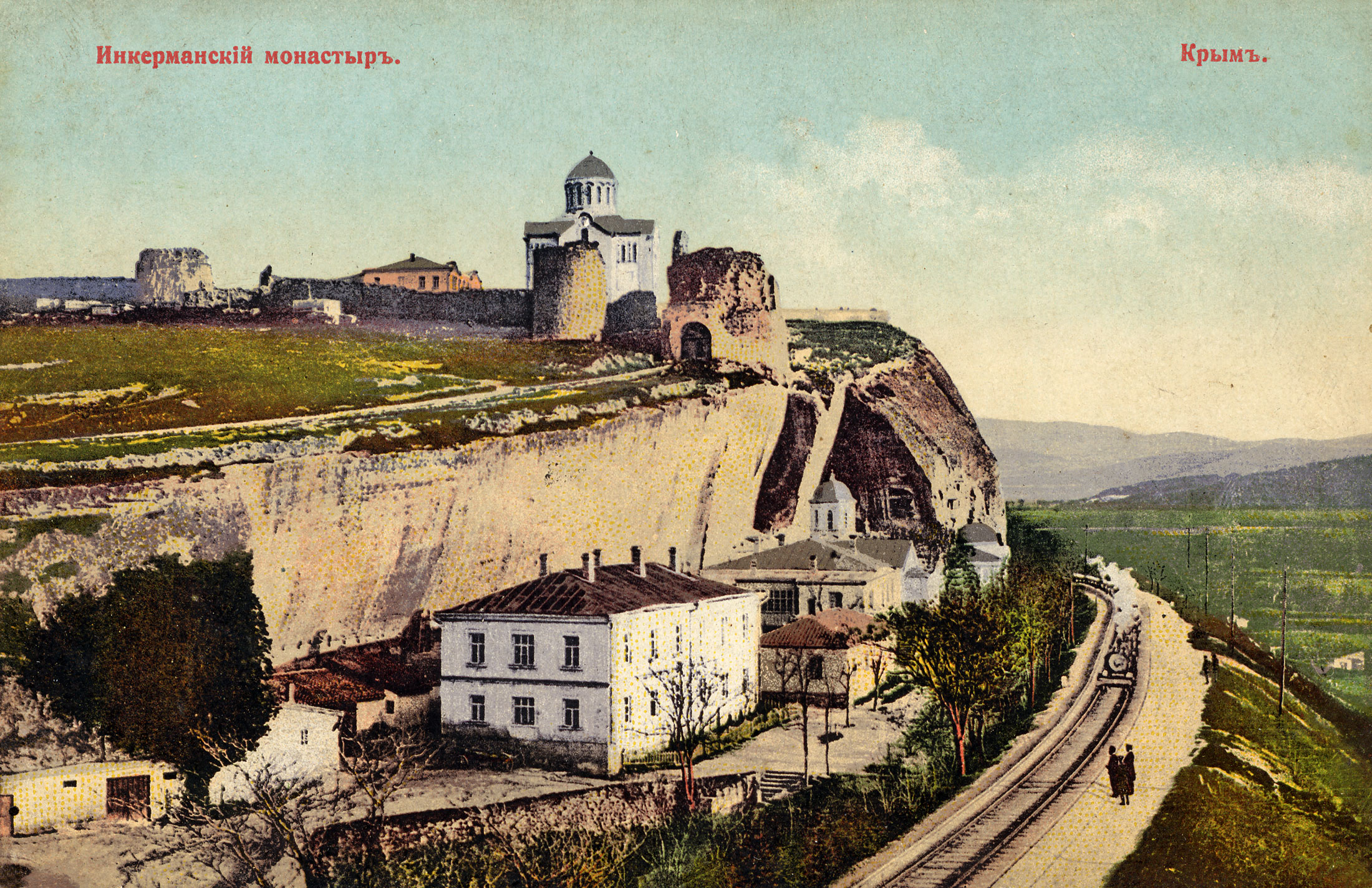
Ruiny Kałamity i inkermański klasztor na początku XX w.

Kałamita (ros. Каламита) – średniowieczna twierdza istniejąca od VI w n.e. do schyłku XVIII w., założona przez ludność grecką w zachodniej części Krymu na Ukrainie. Leży w pobliżu współczesnego miasta Inkerman. Od XV w. była także znana jako Inkerman, choć obecnie tę nazwę stosuje się rzadziej, by nie mylić jej z miastem.
Twierdzę wzniesiono w południowo-zachodniej części płaskiej powierzchni szczytowej Monastyrskiej Skały, na obszarze 1,2 ha. Od południa i zachodu dostęp do twierdzy był niemożliwy ze względu na potężne pionowe urwiska wysokości 40–60 m, a od północy i wschodu wzniesiono mury obronne i fosę, oddzielając obszar obronny od reszty płaskowyżu. Pełniła ona początkowo funkcję obronną, strzegąc drogi do bizantyjskiego Chersonezu, później strzegła ważnego portu morskiego położonego u podnóża Skały Monastyrskiej.
Budowę twierdzy datuje się na drugą połowę VI w i na VII w., kiedy to powstał zasadniczy kamienny mur obronny długości 234 m i szerokości u podstawy 2,3–2,4 m, wzmocniony czterema basztami, przed którym wykopano fosę głębokości do 3,7 m oraz szerokości 9 m. W murze była tylko jedna brama. Dodatkowo wykonano wówczas znacznie niższy (do 2,5 m) i cieńszy mur (1 m) biegnący wzdłuż urwisk skalnych, tak że całkowita długość murów wyniosła ponad 500 m. Wykuto także głęboką studnię zaopatrującą oblężoną załogę w wodę.
Fortyfikacje wzmocniono i gruntownie przebudowano w trzeciej dekadzie XV w. na rozkaz księcia Teodoro Aleksego, gdy rozebrano stare mury, a na ich fundamentach postawiono nowe, zmieniono lokalizację bramy, wzmacniając ją dodatkową fortyfikacją od wewnętrznej strony, zbudowano kolejną, piątą basztę, stworzono także niewielkie wyjście służące do szybkich wypadów oraz utworzono fort 200 m na północ od murów. Na przedpolu twierdzy powstało wtedy podgrodzie o powierzchni 3 ha. Na terenie twierdzy istniało wówczas kilka cerkwi, w tym jedna ulokowana w bramie wjazdowej. Ostatnią dużą przebudowę przeprowadziły na przełomie XVI i XVII w. władze tureckie, które dostosowały tutejsze umocnienia do obrony przed ogniem artylerii. W szczególności wybudowano kolejną, szóstą basztę – barbakan, tym razem okrągłą i wysuniętą tylną ścianą 6 m przed linię murów, z którymi łączyła się  szyją. Resztę murów ponad dwukrotnie pogrubiono, podobnie jak i starsze baszty, z których część przebudowano z prostokątnych na półokrągłe. Twierdzę opuszczono pod koniec XVIII w.
Współcześnie jest licznie odwiedzaną atrakcją turystyczną, tym bardziej, że znajduje się blisko dużego miasta Sewastopol i sąsiaduje z atrakcyjnymi turystycznie i religijnie, częściowo czynnymi, zabytkowymi klasztorami prawosławnymi wykutymi w skałach, tzw. klasztorami inkermańskimi. Zachowały się w dobrym stanie mury, sześć baszt i częściowo odkopana studnia.